# Aldri i livet
"Aldri i livet" var Norges bidrag till Eurovision Song Contest 1981, och sjöngs på norska av Finn Kalvik.
Låten startade som nummer 13 ut den kvällen, efter Republiken Irlands Sheeba med "Horoscopes" och före Storbritanniens Bucks Fizz med "Making Your Mind Up". Vid slutet av omröstningen hade låten fått 0 poäng, och slutade på 20:e och sista plats.
Trots svaga prestationer i tävlingen, har låten fått stor uppmärksamhet. Studioversionen arrangerades och producerades av Benny Andersson från Abba och innehöll också bakgrundssång av Agnetha Fältskog och Anni-Frid Lyngstad. "Aldri i livet" låg också på Finn Kalviks album  Natt og dag 1981 . I samband med singelsläppet spelade Finn Kalvik också in låten på engelska, som "Here in My Heart", med text av Ralph McTell .

## Listplaceringar
| Lista (1981) | Topplacering |
| ------------ | ------------ |
| Norge        | 3            |

### Fotnoter
1. ↑  Discogs.com, Finn Kalvik; Natt og dag
2. ↑  Ralph, Albert & Sydney, Telling Tales; Here In My Heart
3. ↑  ”Listplacering”. http://norwegiancharts.com/showitem.asp?interpret=Finn+Kalvik&titel=Aldri+i+livet&cat=s. Läst 14 maj 2011.